# Trathala concolor
Trathala concolor är en stekelart som först beskrevs av Szepligeti 1905.  Trathala concolor ingår i släktet Trathala och familjen brokparasitsteklar. Inga underarter finns listade i Catalogue of Life.